# Intef III.
Intef III. je bil tretji faraon iz Enajste egipčanske dinastije, ki je vladal v prvem vmesnem obdobju Egipta v 21. stoletju pr. n. št. Egipt je bil v tistem času razdeljen na dve kraljestvi. Bil je sin in naslednik faraona Intefa II. V Gornjem Egiptu je vladal osem let in svojo domeno razširil proti severu na račun Desete dinastije, morda celo do 17. noma. Gradil je predvsem na Elefantini. Pokopan je bil v At Tarifu v veliki vrstni grobnici, znani kot Saff el-Barqa.

## Družina
Intef III. je bil sin svojega predhodnika Intefa II., kar dokazuje napis na steli Tjetija, glavnega zakladnika Intefa II. in Intefa III. Napis omenja smrt Intefa II. in opisuje, kako je Tjeti služil Intefu III. po smrti njegovega očeta:
Potem, ko je sin zasedel očetovo mesto, Hor, Nakt-neb-Tepnefer. kralj Gornjega in Spodnjega Egipta, sin Raja, Intef, oblikovalec lepote, živeč kot Ra, za vedno, sem ga spremljal do vseh njegovih dobrih sedežev  užitka.
Intef III. je bil morda poročen s svojo sestro Iah, ki je opisana kot kraljeva mati (Mwt-nswt), kraljeva hčerka (S3t-nswt) in  svečenica boginje Hator  (Hmt-nTr-hwt-Hr). To pomeni, da je bil njegov naslednik Mentuhotep II. njegov sin. Domnevo potrjuje stela uradnika Hanenuja (Cairo 36346), ki je služil Intefu II., Intefu III. in njegovemu sinu, ki je na steli omenjen kot  Hor Sankibtavi (S-ankh-[ib-t3wy]). Hor Sankibtavi je bilo Mentuhotepovo prvo Horovo ime.  Še en dokaz starševstva je na reliefu na Gebel el-Silsila v  Vadi Šat er-Rigalu, znanem kot Silsilski petroglif. Na reliefu je Mentuhotep II. upodobljen med Iah in Intefom III.
Poleg  tega je kraljeva žena Mentuhotepa II.  Neferu II.  nosila naslov kraljeva hčerka. Napis v njeni grobnici omenja njeno mater Iah. Vse to dokazuje, da je bila hči Intefa III. in sestra Mentuhotepa II.

## Vladanje
Oče in predhodnik Intefa III. je vladal 49 let, zato je bil Intef III. ob prihodu na prestol že v srednjih ali celo poznih letih.  Na Torinskem seznamu kraljev, sestavljenem v ramzeškem obdobju, je na mestu, kjer bi moralo biti njegovo ime, praznina, v 15. vrstici 5. kolone pa je še vedno mogoče razbrati, da je vladal 8 let.
Relativni kronološki položaj Intefa III. je mogoče določiti iz sorodstvenih povezav z njegovim predhodnikom in naslednikom in dveh blokov iz Montujevega templje v El Todu. Na blokih so našteti vladarji od Intefa I. do Mentuhotepa II. Horovo ime Mentuhotepa III. je poškodovano, njegov kronološki položaj pa je zanseljiv. Absolutno datiranje je manj zanesljivo, zato je bilo predlaganih več datumov njegovega vladanja: 2069–2061 pr. n. št., 2063–2055 pr. n. št. in 2016–2009 pr. n. št.

### Vojaške dejavnosti
Intef III. je v Gornjem Egiptu nasledil relativno mirno stanje.  V osmih letih vladanja je uspešno obranil ozemlje, ki ga je osvojil njegov oče, kar dokazujejo napisi v grobnici njegovega uradnika Naktija v Abidosu.   Sam je osvojil ozemlje severno od Abidosa, še posebej Asjut, in razširil svoje ozemlje do 17. noma Gornjega Egipta, se pravi skoraj na skoraj ves Gornji Egipt.  Mogoče je tudi, da je na začetku svojega vladanja to ozemlje osvojil  osvojil Amenhotep II.

### Gradnje
V svetišču pobóženega nomarha Hekajeba iz Šeste dinastije na Elefantini so na prekladi vrat odkrili napis z imenom Intefa III. Zgleda, da je prav on naročil obnovo svetišča. Drugo preklado, ki dokazuje njegove gradbene dejavnosti,  so odkrili v Satetinem templju na Elefantini.

## Grobnica
Koordinate: 25°44′12″N 32°38′11″E / 25.73667°N 32.63639°E
Nekropola vladarjev iz Enajste dinastije je v At Tarifu na nasprotnem bregu Nila v Tebah. Na nekropoli je več vrstnih grobnic veličastnih razsežnosti. V letih 1970-1974 so jih raziskovali znanstveniki iz Nemškega arheološkega inštituta, vendar niso mogli ugotoviti, kateremu vladarju pripada katera grobnica.
Čeprav so v grobnicah odkrili samo ime Intefa II., so iz kronološkega položaja faraonov Enajste dinastije grobnico Saff el-Baqar pripisali Intefu III. Grobnica je podobna grobnice njegovega predhodnika Intefa II. Sestavljena je iz 75 m širokega in 85-90 m dolgega dvorišča, orientiranega v smeri severozahod-jugovzhod. Dvorišče je na severni, zahodni in južni strani obzidano, na vzhodni strani pa je v steno vklesana vrsta komor. Z dvorišča je dostop do dvojnega stebrišča s skupaj 48 stebri, od tam pa v več komor.
Izkopavanja v 1970. letih so kljub temu, da je bila grobnica v zelo slabem stanju, pokazala, da so bile stene nekoč obložene s peščenjakom in poslikane.